# Lijst van pythons
Onderstaand een lijst van alle soorten pythons (Pythonidae). Er zijn 41 soorten in acht verschillende geslachten. De lijst is gebaseerd op de Reptile Database.
Familie Pythonidae
- Soort Antaresia childreni
- Soort Antaresia maculosa
- Soort Antaresia perthensis
- Soort Antaresia stimsoni
- Soort Aspidites melanocephalus
- Soort Aspidites ramsayi
- Soort Bothrochilus albertisii
- Soort Bothrochilus biakensis
- Soort Bothrochilus boa
- Soort Bothrochilus fredparkeri
- Soort Bothrochilus huonensis
- Soort Bothrochilus meridionalis
- Soort Bothrochilus montanus
- Soort Liasis fuscus
- Soort Liasis mackloti
- Soort Liasis olivaceus
- Soort Liasis papuanus
- Soort Malayopython reticulatus
- Soort Malayopython timoriensis
- Soort Morelia azurea
- Soort Morelia bredli
- Soort Morelia carinata
- Soort Morelia spilota
- Soort Morelia viridis
- Soort Python anchietae
- Soort Python bivittatus
- Soort Python breitensteini
- Soort Python brongersmai
- Soort Python curtus
- Soort Python kyaiktiyo
- Soort Python molurus
- Soort Python natalensis
- Soort Python regius
- Soort Python sebae
- Soort Simalia amethistina
- Soort Simalia boeleni
- Soort Simalia clastolepis
- Soort Simalia kinghorni
- Soort Simalia nauta
- Soort Simalia oenpelliensis
- Soort Simalia tracyae